# كين غراي (منافس ألعاب قوى)
كين غراي (بالإنجليزية: Ken Gray)‏ هو منافس ألعاب قوى جامايكي، ولد في 9 ديسمبر 1962.

## وصلات خارجية
- كين غراي على موقع أوليمبيديا (الإنجليزية)